# Legijski orel
Legijski orel ali Aquila (klasično latinsko: [ˈakᶣɪla]; lat. dobesedno orel) je bil pomemben simbol, ki se je uporabljal v starem Rimu, zlasti kot prapor rimske legije. Ta prapor je nosil rimski legionar, znan kot aquilifer, "nosilec orla". Vsaka legija je nosila enega orla.
Orel je imel za rimskega vojaka kvazi-religiozni pomen, daleč preko tega, da je bil zgolj simbol njegove legije. Izguba prapora je bila izjemno huda, sramotna in nečastna, zato se je rimska vojska zelo trudila, da bi prapor zaščitila in ga v primeru izgube ponovno našla; po uničenju treh legij v Tevtoburškem gozdu so se Rimljani desetletja maščevali za poraz, hkrati pa poskušali najti nazaj tri izgubljene orle.
Ni znano, da bi se ohranil kakšen legijski orlov prapor. Vendar pa so bili odkriti tudi drugi rimski orli, ki so bodisi simbolizirali cesarsko oblast bodisi so se uporabljali kot pogrebni simboli.

## Izgubljen legijski orli(Aquilae)
- Bitke, v katerih so bili Aquile ((Legijski orli) izgubljeni, enote, ki so izgubile Aquile in usoda Aquile:
  - 73–71 pr. n. št. – pet Aquil je bilo izgubljenih med tretjo suženjsko vojno, ki so jih leta 71 pr. n. št. obnovili po porazu Spartaka.[2]
  - 53 pr. n. št. – poraz Marka Licinija Krasa v bitki pri Karah s strani Partov. Več Aquil (vrnjenih leta 20 pr. n. št.).
  - 49–45 pr. n. št. – izguba Aquile iz legij Aulusa Gabiniusa in Publiusa Vatiniusa  s strani Dalmatov med Cezarjevo državljansko vojno.[3] (vrnjeni leta 23 pr. n. št.).
  - 45 pr. n. št. – izguba Aquile v Španiji med Cezarjevo državljansko vojno.[3] (vrnjena okoli leta 25 pr. n. št. med kantabrijskimi vojnami).
  - 40 pr. n. št. – poraz Decidija Saxe s strani združene pompejsko-partske sile pod poveljstvom Kvinta Labiena blizu Antiohije.[4] Več Aquil (vsaj ena Aquila vrnjena leta 20 pr. n. št.).
  - 36 pr. n. št. – poraz Oppija Stacijana s strani Partov med Antonijevo partsko vojno. (Dve Aquili vrnjeni leta 20 pr. n. št.).
  - (19 pr. n. št. – razpustitev legije med kantabrijskimi vojnami z odstranitvijo imena »avgustovska legija«.[5] Dejanski razlog ni znan)
  - 17 pr. n. št. – poraz Marcusa Lolliusa s strani germanskih plemen v Galiji v Clades Lolliana. V. legija Macedonica[6] (Aquila vrnjena leta 16 pr. n. št.)
  - 9 – Bitka v Tevtoburškem gozdu v Nemčiji. XVII. legija, XVIII. legija in XIX. legija (dva je ponovno zajel Germanik leta 15[7] in 16,[8] zadnjega ponovno zajel Aulus Gabinius Secundus (konzul 35) leta 41[9]).
  - 66 – Prva judovsko-rimska vojna. Legija XII. Fulminata (usoda negotova).
  - 70 – uničenje legije XV. Primigenia med Batavsko vstajo blizu Xantena. (usoda neznana)
  - 86 – poraz Corneliusa Fuscusa v prvi bitki pri Tapae med Domicijanovo dačansko vojno.[10] V. legija Alaudae ali pretorijanska garda (ponovno zajeta med Trajanovimi dačanskimi vojnami leta 101 ali 102[11]).
  - (132 – sporno; XXII. legija Deiotariana ali IX. legija Hispana v Bar Kohbovi vstaji[12])
  - 161 – poraz Marcusa Sedatiusa Severianusa s strani Partov pri Elegeiji v Armeniji.[13] Morda XXII. legija Deiotariana ali IX. legija Hispana.[14]

- Emblem 20. legije na strešniku
- Spomenik Luciju Ducciju Rufinu, praporščaku Devete legije, Muzej Yorkshire, York
- Detajl osrednjega reliefa na prsnem oklepu na kipu Avgusta iz Prima Porta prikazuje vrnitev orlov, ki so jih izgubili s strani Partov. Vrnitev orlov je bil eden od Avgustovih pomembnih diplomatskih dosežkov.
- Pretorijanski relief prikazuje orla z uničenega Klavdijevega slavoloka v Rimu.
- Detajl z Konstantinovega slavoloka v Rimu
- "Reliefi Trajanovega stebra avtorj Conrad Cichorius. Številka plošče LXXII: Prihod rimskih čet (prizor XCVIII); Cesar žrtvuje ob Donavi (prizor XCIX); Trajan sprejema tuja veleposlaništva" (Orel zgoraj levo)
- Denarij, ki ga je skoval Mark Antonij za plačilo svojih legij. Na zadnji strani je "aquila" njegove III. legije Cirenajka.
- Tetradrahma, ki jo je leta 193 skoval Pescennij Niger z orlom na hrbtni strani
- Aureus, ki ga je leta 193 koval Septimij Sever, v čast XIV. legije Gemina, legije, ki ga je razglasila za cesarja
- Rimski kovanec, ki prikazuje "Aquilo" v templju Marsa Maščevalca v Rimu
- Kovanec prikazuje Germanika, ki drži orla
- Kovanec cesarja Kaligule, ki na levi prikazuje več "Aquil".
- Sestercij, ki ga je leta 248 skoval cesar Filip Arabec v počastitev province Dakije in njenih legij V. Macedonica in XIII. Gemina. "Aquila" in lev, simbola na hrbtni strani legije V. oziroma legije XIII.